# Lechotice
Lechotice (in tedesco Lechotitz) è un comune della Repubblica Ceca facente parte del distretto di Kroměříž, nella regione di Zlín.